# Biano
Biano je česká platforma, která digitalizuje vyhledávání a nakupování nábytku a dekorací. Aktuálně působí v 9 zemích – v České republice, na Slovensku, v Maďarsku, Rumunsku, Holandsku, Portugalsku, v Brazílii, Řecku a Itálii.
Kromě vývoje tradičního tržiště, tedy agregátoru produktů individuálních e-shopů, Biano pro svou platformu vyvíjí umělou inteligenci, kterou využívá pro nové funkce pro uživatele (jako je například vyhledávání nábytku podle fotky) a budování komunity. V Česku v současnosti spolupracuje s více než 3000 obchody a nabízí přes 5 milionů produktů.

## Historie
Biano vzniklo v roce 2015 a již v roce 2016 začalo s expanzí na zahraniční trhy. První zemí, kam rozšířilo své tržiště, bylo Slovensko (Biano.sk) a v témže roce následovalo také Nizozemsko (Biano.nl). V roce 2017 roce spustilo Biano své služby v Rumunsku (Biano.ro). V roce 2019 expandovalo do Brazílie (Biano.com.br).
V roce 2018 přišel do čela společnosti současný CEO Michael Zelinka, který měl do té doby Biano na starost v rámci portfolia skupiny Miton. Pod jeho vedením Biano změnilo zaměření z pouhého tržiště na progresivní platformu.
V roce 2019 expandovalo do Brazílie (Biano.com.br). Do Maďarska a Portugalska přišlo Biano v roce 2020. V roce 2021 se přes platformu Biano prodalo zboží za 1,7 miliard korun. V roce 2022 se společnost chystá na expanzi do Řecka, svůj osmý trh.
Počáteční investici do Biano učinila v roce 2015 česká investiční skupina Miton, která v něm dodnes drží většinový podíl (86,79 %). Zbylý podíl drží firma OnlineStory Holding, s. r. o., jež většinově vlastní bývalý ředitel Biano.cz Jan Davídek, který stál také u dalších projektů skupiny Miton.

## Funkce platformy
Biano vyvíjí vlastní technologie využívající umělou inteligenci a neuronové sítě. Na jejich základě rozšiřuje svou platformu o nové funkce, které mají zkvalitnit vyhledávání inspirace a nakupování nábytku a dekorací online. Navíc vyvíjí také technologie a funkce přímo pro partnerské e-shopy, kterým je poskytuje zdarma.

### Funkce pro uživatele

#### Visual search
Nástroj, jehož pomocí mohou uživatelé vyhledávat produkty podle obrázku nebo fotografie. Umělá inteligence dokáže z fotografie nábytku či dekorace umístěných v interiéru rozpoznat a doporučit podobné produkty z portfolia e-shopů integrovaných do Biana.

#### Biano Studio
Interaktivní virtuální návrhové studio, ve kterém si mohou uživatelé z jednotlivých produktů, které nabízí Biano, vytvořit návrh svého interiéru či exteriéru. Umělá inteligence dokáže odstranit z produktových fotografií pozadí a jiné prvky a umožňuje tak s produktem pracovat v rámci návrhového studia.

#### Osobní profil uživatele
Registrací na Biano uživatelé získají svůj profil, v němž se nabízí možnosti lajkování a sdílení svých oblíbených položek a návrhů Biano Studio s ostatními uživateli. Mohou také ostatní uživatele přidávat mezi své přátele, či třídit své oblíbené položky do seznamů.

#### Color Picker
Pokročilý nástroj pro filtrování produktů podle barvy. Kromě základních odstínů nabízí uživatelům podrobnou škálu barev pro co nejpřesnější vyhledávání.

#### Biano Star
Recenzní systém je dalším nástrojem, kterým pomáhá Biano budovat komunitu a zvyšovat jistotu návštěvníků ve svém nákupu. Pomocí funkce Biano Star mohou uživatelé hodnotit produkty až pěti hvězdičkami, komentářem či fotografií v autentickém prostředí. Tím poskytuje kupujícím představu, jak vybraný produkt vypadá v reálných podmínkách a o jeho kvalitě.

#### Podle vašeho vkusu
Nástroj, který pomáhá výběru produktů podle vkusu uživatele. Po nastavení parametrů seřadí umělá inteligence všechny produkty na základě podobnosti do přehledné mapy. Čím blíže ke středu, tím přísněji dodržuje nastavené parametry.

### Funkce pro obchody

#### Biano Pixel
Remarketingový nástroj, který Biano nabízí spolupracujícím obchodům. Umožňuje přizpůsobit zobrazování produktů na Biano podle preferencí návštěvníků. Pamatuje si minulé návštěvy webu a podle toho doporučuje obchody, značky, barvy, ceny či styl nábytku a dekorací.

#### Biano Button
Funkce založená na umělé inteligenci umožňuje e-shopům zobrazit přímo na svém webu u detailu konkrétního produktu další podobné produkty z daného e-shopu, bez nutnosti vyvíjet vlastní řešení a zdarma.